# John Miers (botànic)
John Miers, FRS FLS (25 d'agost de 1789 – 17 d'octubre de 1879. Kensington), cavaller de la gran creu de l'Orde de la Rosa, va ser un enginyer i botànic britànic, més conegut per la seva obra sobre la flora de Xile i l'Argentina.
Miers nasqué a Londres sent fill d'un joier de Yorkshire, i va mostrar interès per la mineralogia i la química de ben jove. El 1818 viatjà a Amèrica del Sud per participar en l'explotació de minerals a Xile, especialment del coure. Tanmateix es va dedicar a estudiar la flora de Xile.
El maig de 1819 Miers arribà a Santiago de Xile. Participà en diversos negocis
El 1825 tornà a Anglaterra on publicà Travels in Chile and La Plata, sobre les plantes d'Amèrica del Sud. Anys més tard tornà a Argentina per a tasques d'encunyar moneda.
La seva obra més important va ser Contributions to the Botany of South America (1870); altres obres van ser On the Apocynaceae of South America (1878) i Illustrations of South American Plants (1789-1879). Diversos tàxons reben el seu nom.
.